# Domingo de Ramos
El Domingo de Ramos, también llamado a veces Sexto Domingo de Cuaresma, es una  celebración religiosa en la que la mayoría de las confesiones del cristianismo conmemora la entrada de Jesús en Jerusalén, dando inicio a la Semana Santa. Es una fiesta cristiana movible que cae el  domingo antes de Pascua, es decir, el sexto domingo de Cuaresma.
La fiesta conmemora la Entrada triunfal en Jerusalén, un evento mencionado en cada uno de los cuatro  evangelios canónicos. El Domingo de Ramos marca el primer día de la Semana Santa. Para los seguidores del cristianismo de Nicea, es la última semana de la temporada solemne cristiana de Cuaresma que precede a la llegada de la Pascua.
En la mayoría de las iglesias litúrgicas, el Domingo de Ramos se celebra con la bendición y distribución de ramas de palma o las ramas de otros árboles nativos, que representan las ramas de palma que la multitud esparció frente al Cristo mientras él entraba en Jerusalén. La dificultad de conseguir palmas en climas desfavorables llevó a su sustitución por ramas de árboles nativos, incluidos  boj,  olivo, sauce y  tejo. El domingo a menudo se llamaba por estos árboles sustitutos, como en el Domingo de Tejo, o por el término general Domingo de Ramos.
Muchas iglesias de las principales confesiones cristianas, incluidas las tradiciones ortodoxa, católica, luterana, metodista, anglicana, morava y reformada, distribuyen ramas de palma a sus congregaciones durante sus liturgias del Domingo de Ramos. Los cristianos se llevan estas palmas, a menudo bendecidas por el clero, a sus casas, donde las cuelgan junto al arte cristiano, especialmente cruces y crucifijos, o las guardan en sus Biblias o devocionarios. En el periodo que precede a la Cuaresma del año siguiente, conocido como  carnestolendas, las iglesias suelen colocar una cesta en su nártex para recoger estas palmas, que luego se queman ritualmente el martes de Carnaval para hacer las cenizas que se utilizarán al día siguiente, el miércoles de ceniza, que es el primer día de la Cuaresma.

## Base bíblica y simbolismo

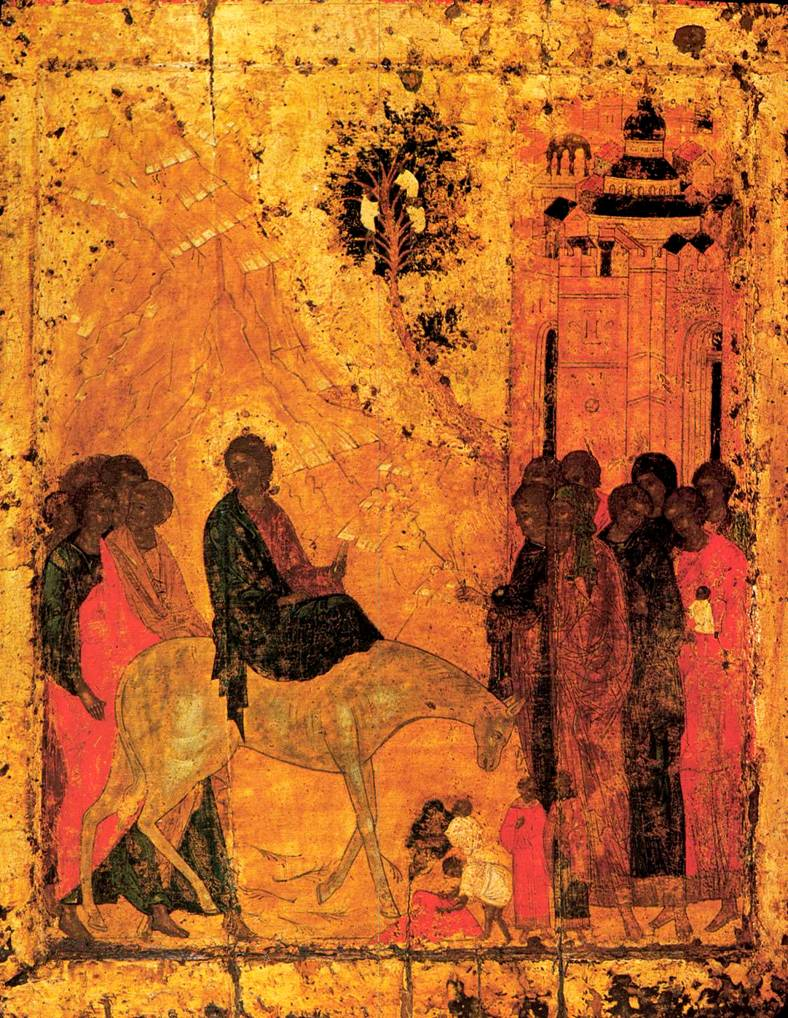
Entrada triunfal en Jerusalén, icono ruso (Catedral de la Anunciación, Moscú)

En los relatos de los cuatro Evangelios canónicos, la entrada triunfal de Cristo en Jerusalén tiene lugar una semana antes de su resurrección. Sólo el Evangelio de Juan muestra una cronología del acontecimiento, fechado seis días antes de la Pascua. 
La resurrección de Lázaro sólo la menciona el Evangelio de Juan, en el capítulo anterior. La Iglesia ortodoxa y las Iglesias católicas orientales que siguen el Rito bizantino, lo conmemoran el Sábado de Lázaro, siguiendo el texto del Evangelio. De hecho, las fechas del calendario judío comienzan al puesta del sol de la noche anterior, y concluyen al anochecer.
El Evangelio de Mateo afirma que esto sucedió para que se cumpliera la profecía de: Zacarías 9:9 "La venida del rey de Sion - Mirad, vuestro rey viene a vosotros, justo y victorioso, humilde y montado en un asno, en un pollino, pollino de asna".  Sugiere que Jesús estaba declarando que él era el Rey de Israel.
Según los Evangelios, Jesucristo entró en Jerusalén montado en un asno, y la gente que celebraba allí depositó sus mantos y pequeñas ramas de árboles delante de él, cantando parte del Salmo 118: 25-26 - Bendito el que viene en nombre del Señor. Te bendecimos desde la casa del Señor.
El simbolismo del asno puede referirse a la tradición oriental de que es un animal de paz, a diferencia del caballo que es el animal de la guerra. Un rey habría montado a caballo cuando estaba empeñado en la guerra y montado en un asno para simbolizar su llegada en paz. La entrada de Cristo en Jerusalén habría simbolizado así su entrada como Príncipe de la Paz, no como un rey guerrero. Así pues, ha habido dos significados diferentes (o más niveles de hermenéutica bíblica): un significado histórico, realmente sucedido según los Evangelios, y un significado secundario en el simbolismo.

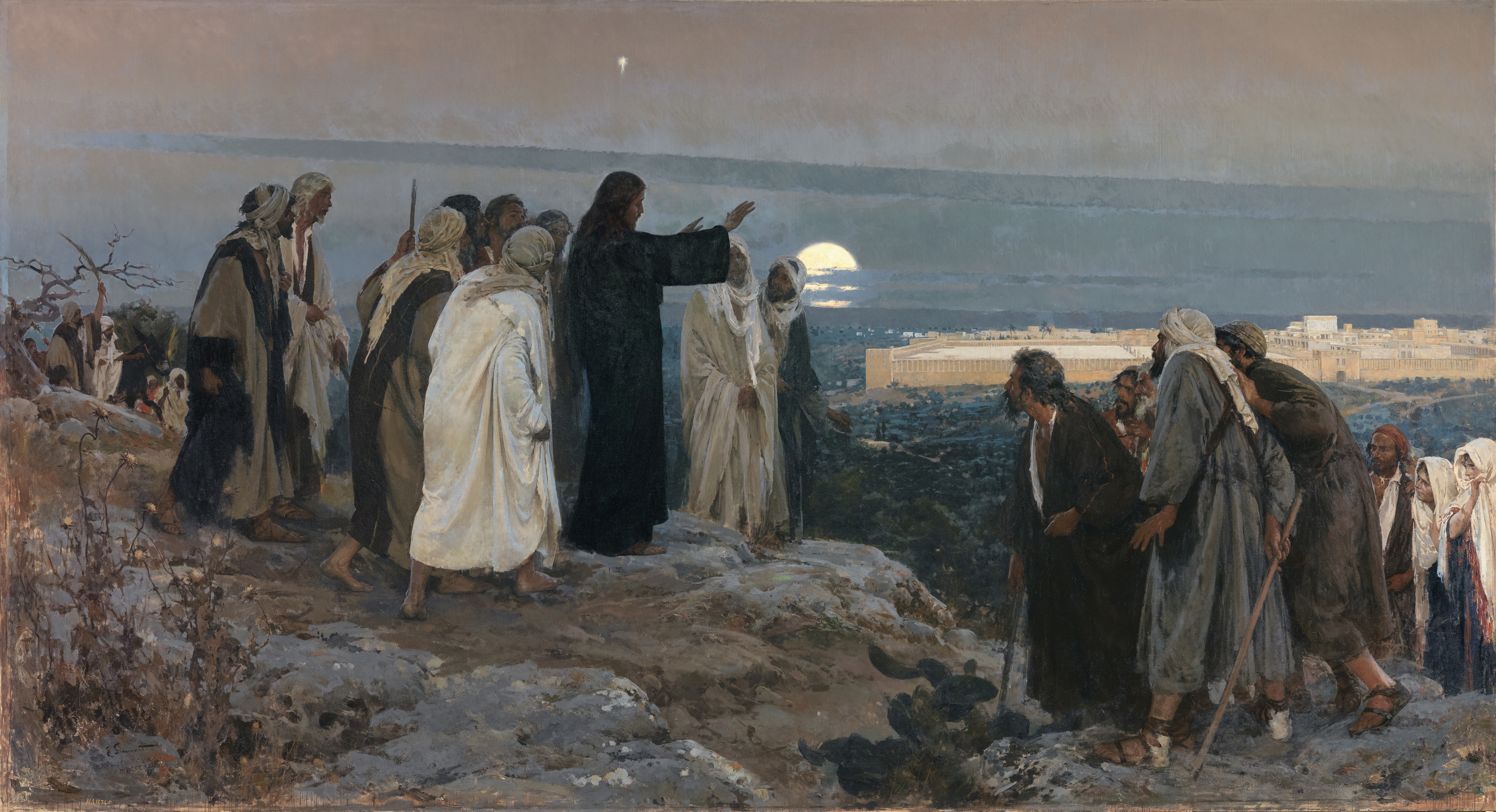
"Flevit super illam" (Lloró sobre ella); por Enrique Simonet, 1892

En Lucas 19:41 cuando Jesús se acerca a Jerusalén, mira a la ciudad y llora sobre ella (un evento conocido como Flevit super illam en Latin), prediciendo su próxima Pasión y el sufrimiento que le espera a la ciudad en los acontecimientos de la destrucción del Segundo Templo.
En muchas tierras del antiguo Próximo Oriente, era costumbre cubrir de algún modo el camino de alguien a quien se consideraba merecedor del más alto honor. La Biblia hebrea informa que Jehú, hijo de Josafat, fue tratado de esta manera. Tanto los Evangelios Sinópticos como el Evangelio de Juan informan de que la gente daba a Jesús esta forma de honor. En los sinópticos se describe a la gente tendiendo sus vestidos y cortando arbustos en la calle, mientras que Juan especifica hojas de palma (griego phoinix). En la tradición judía, la palma es una de las Cuatro Especies llevadas para Sucot, según lo prescrito para la alegría en Levítico 23:40.
En la cultura grecorromana del Imperio romano, que influyó mucho en la tradición cristiana, la rama de palma era un símbolo de triunfo y victoria. Se convirtió en el atributo más común de la diosa Nike o Victoria. Para los observadores romanos contemporáneos, la procesión habría evocado el triunfo romano, cuando el triunfador deponía las armas y vestía la toga, la prenda civil de la paz que podía estar ornamentada con emblemas de la palma.
Aunque las Epístolas de Pablo se refieren a Jesús como "triunfante", la entrada en Jerusalén puede no haber sido representada regularmente como una procesión triunfal en este sentido antes del siglo XIII. En la antigua religión egipcia, la palma se llevaba en procesiones funerarias y representaba la vida eterna. La palma del mártir se utilizó posteriormente como símbolo de los mártires cristianos y de su victoria espiritual o triunfo sobre la muerte. En Apocalipsis 7:9, la multitud vestida de blanco está de pie ante el trono y el Cordero sosteniendo ramas de palma.

## Narración
De acuerdo a los evangelios de Mateo (capítulo 21) y Marcos (capítulo 11) del Nuevo Testamento, Jesús de Nazaret entraba triunfalmente en Jerusalén en medio de una multitud que lo aclamaba.
Antes de hacerlo, Jesús se había detenido en Betania y Betfagé. El evangelio de Juan añade que cenó con Lázaro y sus hermanas María y Marta. Ahí, se narra que Jesús envió a dos discípulos a la aldea cercana, con órdenes de recuperar un burrito que había sido atado, pero nunca montado y dijo: "Si os preguntan, decid que el Señor necesita el burrito, y que les será devuelto luego".

## Texto bíblico
Al acercarse a Jerusalén y llegar a Betfagé, junto al Monte de los Olivos, Jesús envió a dos de sus discípulos, diciéndoles: —Id a la aldea que tenéis enfrente y encontraréis enseguida un asna atada, con un borrico al lado; desatadlos y traédmelos. Si alguien os dice algo, le responderéis que el Señor los necesita y que enseguida los devolverá. Esto sucedió para que se cumpliera lo dicho por medio del Profeta: Decid a la hija de Sión: «Mira, tu Rey viene hacia ti, manso, sentado sobre un asna, sobre un borrico, hijo de animal de carga». Los discípulos marcharon e hicieron como Jesús les había ordenado. Trajeron el asna y el borrico, pusieron sobre ellos los mantos y él se montó encima. Una gran multitud extendió sus propios mantos por el camino; otros cortaban ramas de árboles y las echaban por el camino. Las multitudes que iban delante de él y las que seguían detrás gritaban diciendo: —¡Hosanna al Hijo de David! ¡Bendito el que viene en nombre del Señor! ¡Hosanna en las alturas! Al entrar en Jerusalén, se conmovió toda la ciudad y se preguntaban: —¿Quién es éste? —Éste es el profeta Jesús, el de Nazaret de Galilea —decía la multitud. MARCOS 11,1-11

## Interpretación y simbolismo

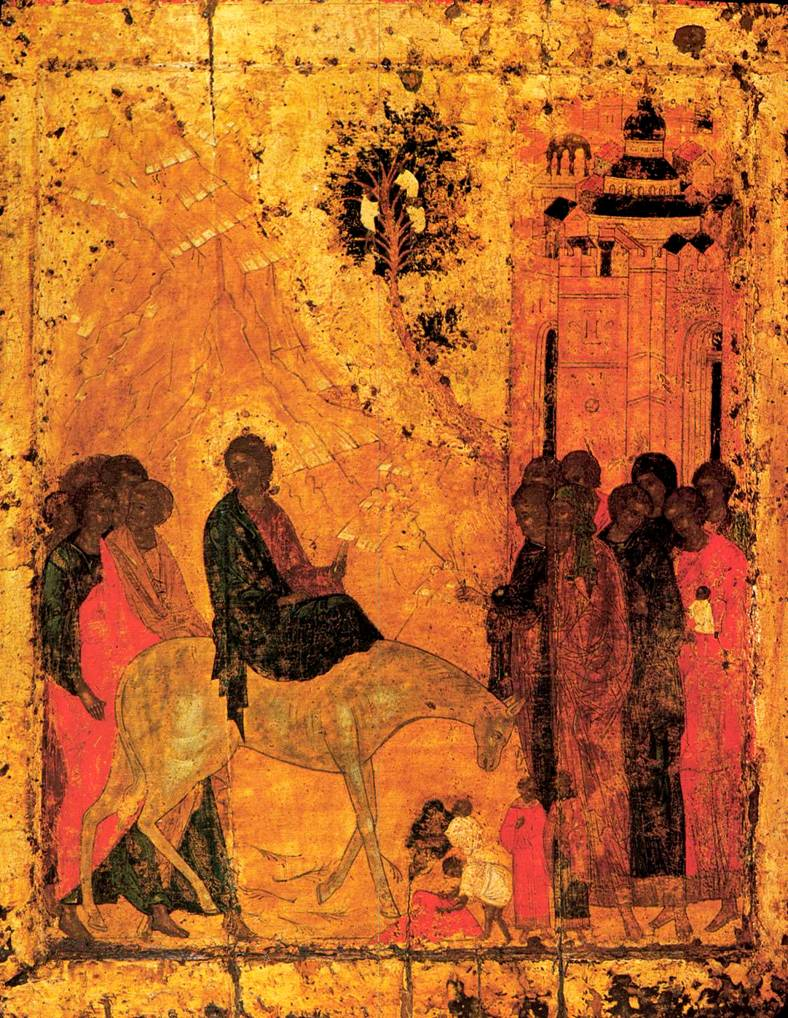
Entrada triunfal en Jerusalén, icono ruso, Catedral de la Anunciación (Moscú)

La entrada triunfal de Jesús en Jerusalén, la Ciudad Santa expresa la manifestación como Rey y como Mesías. Mateo observa en la presencia del asna atada con su borrico al lado (v. 2) el cumplimiento de la profecía de  Zacarías (v. 5). El asno, que fue una antigua montura de príncipes, fue sustituido más adelante, en la época de la monarquía israelita, por el caballo, que representa mejor una manifestación de poder (cfr 1 R 5,6; 10,26-29; etc.). Por eso, la profecía de Zacarías, con el asno, daba el significado de que Jesús venía como un rey de paz que triunfa no con armas ni violencia, sino con humildad y mansedumbre. 
Los Santos Padres han visto en este episodio un simbolismo: el asna madre representaría al judaísmo, sometido al yugo de la Ley, mientras que el borriquillo sería la gentilidad. Jesús introduce a unos y otros en la Iglesia, la nueva Jerusalén. Como a los personajes importantes de hoy se les extiende una alfombra a la entrada de un edificio, los discípulos y la multitud alfombran la entrada de Jesús en su ciudad (vv. 7-8). Y le aclaman como el Salvador: la palabra hebrea Hosanna tuvo en un principio ese sentido, una súplica dirigida a Dios: «¡Sálvanos!». Luego, fue empleada como grito de alegría para aclamar a alguien y es similar a la exclamación más actual de «¡Viva!». La muchedumbre manifiesta su entusiasmo gritando: «¡Viva el Hijo de David!». Se entiende así que la Iglesia haya recogido estas aclamaciones en el prefacio de la Santa Misa, pues con ellas se pregona la realeza de Cristo: «Ha sido costumbre muy general y antigua llamar Rey a Jesucristo, en sentido metafórico, a causa del supremo grado de excelencia que posee y que le encumbra entre todas las cosas creadas.
Así se dice que reina en las inteligencias de los hombres, no tanto por el altísimo y sublime grado de su ciencia, cuanto porque «Él es la Verdad» y porque los hombres necesitan beber de Él, de sus palabras y de sus hechos y recibir obedientemente la verdad. Se dice también que reina en las voluntades de los hombres, no sólo porque en Él la voluntad humana está entera y perfectamente sometida a la santa voluntad divina, sino también porque con sus mociones e inspiraciones influye en nuestra «libre voluntad» y la enciende en nobilísimos propósitos. Finalmente, se dice con verdad que Cristo reina en los corazones de los hombres, porque con su supereminente caridad y con su mansedumbre y benignidad, se hace amar por las almas de manera que jamás nadie —entre todos los nacidos— ha sido ni será nunca tan amado como Cristo Jesús».
Los sinópticos y Juan establecen que Jesús supo que había gente en el área, como Simón el Leproso, así que pudo haber argumentado que la presencia del borrico había sido organizada por los discípulos de Jesús. El evangelio de Juan, no obstante, simplemente dice que Jesús encontró el borrico. Juan y los Sinópticos establecen que Jesús entonces montó al borrico (o en Mateo al borrico y a la burra, madre de este), dentro de Jerusalén. Los sinópticos añaden que los discípulos pudieron poner sus capas en el animal, haciéndolo así más confortable. Los Evangelios describen cómo Jesús entró a Jerusalén y cómo la gente alfombraba su camino y también cómo dejaba a un lado pequeñas ramas de árbol.
La gente también cantaba una parte del Libro de los Salmos, específicamente los versículos 25-26 del capítulo 118. …Bendito es el que viene en el nombre del Señor. Bendito es el enviado del Reino de Nuestro Padre [David]…. El lugar de esta entrada no está especificado, pero se supone que tuvo lugar en la Puerta Dorada, desde donde se creía que el Mesías entraría a Jerusalén, otros estudiosos piensan que el lugar fue hacia el sur, pues tenía entrada directa hacia él.

## Observancia en la liturgia

### Cristianismo del este de Europa y oriental
El Domingo de Ramos, o la "Entrada del Señor en Jerusalén", como se denomina en la Iglesia Ortodoxa, es una de las doce grandes fiestas del año litúrgico. La víspera del Domingo de Ramos, el Sábado de Lázaro, los creyentes suelen preparar las palmas anudándolas en forma de cruz para preparar la procesión del domingo. Las colgaduras y las vestimentas de la iglesia se cambian a un color festivo, más comúnmente el verde.
El Tropario de la fiesta (un breve himno) indica que la resurrección de Lázaro es una prefiguración de la propia resurrección de Jesús:

¡Oh!, Cristo nuestro Dios, 

Cuando resucitaste a Lázaro de entre los muertos antes de tu Pasión,

confirmaste la resurrección del universo.

Por eso, nosotros, como niños,

llevamos el estandarte del triunfo y la victoria,

y te gritamos, ¡oh!, Conquistador del amor,

¡Hosanna en las alturas!

Bendito es el que viene

en el Nombre del Señor.

En algunas zonas de Europa del Este, tanto en la Iglesia católica como en la Iglesia ortodoxa, se desarrolló la costumbre de utilizar ramas de sauce y otras ramas, como el boj, en lugar de hojas de palmera, ya que estas últimas no están disponibles en el norte. No existe ningún requisito canónico sobre el tipo de ramas que deben utilizarse, por lo que algunos creyentes ortodoxos utilizan ramas de olivo. Sea cual sea el tipo, estos ramos son bendecidos y se distribuyen junto con velas durante la Vigilia de toda la noche en la víspera de la fiesta (sábado por la noche), o antes de la Divina Liturgia en la mañana del domingo. La Gran Entrada de la Divina Liturgia conmemora la "Entrada del Señor en Jerusalén", por lo que el significado de este momento se acentúa el Domingo de Ramos cuando todos se ponen de pie, sosteniendo sus ramos y velas encendidas. Los fieles se llevan estos ramos y velas a casa después de la liturgia, y los guardan en su «rincón de los iconos» como una evloghia o bendición.
En Rusia, las procesiones de «paseo en burro» tenían lugar en diferentes ciudades, pero sobre todo en Nóvgorod y, desde 1558 hasta 1693, en Moscú. Estas aparecían de forma destacada en los testimonios de los testigos extranjeros y se mencionaban en los mapas occidentales contemporáneos de la ciudad. El Patriarca de Moscú, que representaba a Cristo, iba montado en un "burro" (en realidad un caballo envuelto en tela blanca); el Zar de Rusia encabezaba humildemente la procesión a pie. Originalmente, las procesiones de Moscú comenzaban en el interior del Kremlin y terminaban en la Iglesia de la Trinidad, hoy conocida como Catedral de San Basilio, pero en 1658 el Patriarca Nikon invirtió el orden de la procesión. En la década de 1720, Pedro I, en el marco de la nacionalización de la iglesia, puso fin a esta costumbre; en el siglo XXI se ha recreado ocasionalmente.
En las iglesias ortodoxas orientales se distribuyen hojas de palmera en la parte delantera de la iglesia, en la escalinata del santuario. En la India, el propio santuario está sembrado de caléndulas, y la congregación procede a través y fuera de la iglesia.

Domingo de Ramos en la cristiandad oriental
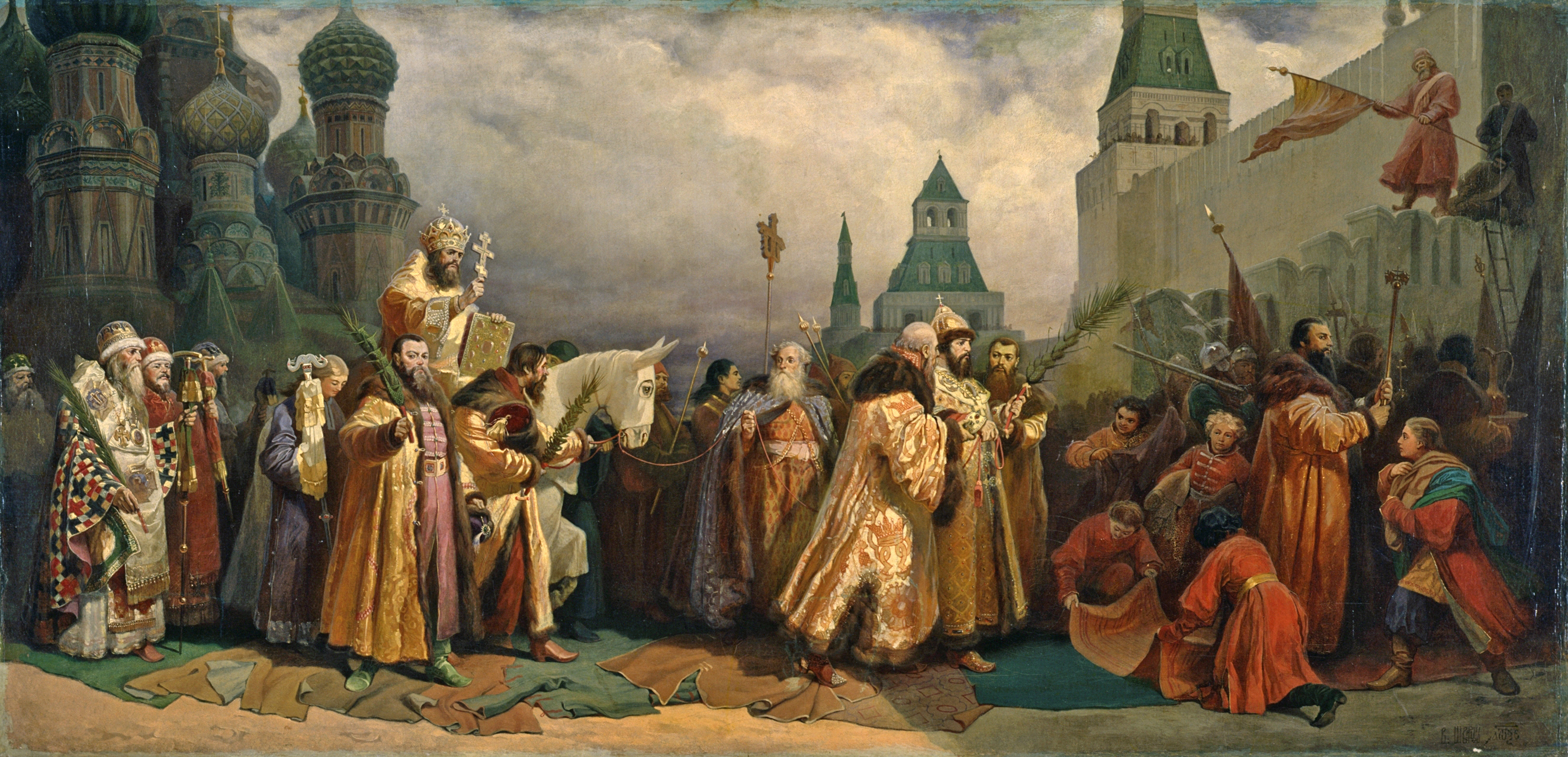
Procesión del Domingo de Ramos, Moscú, con el zar Alexei Michaelovich (pintura de Vyacheslav Schwarz , 1865)
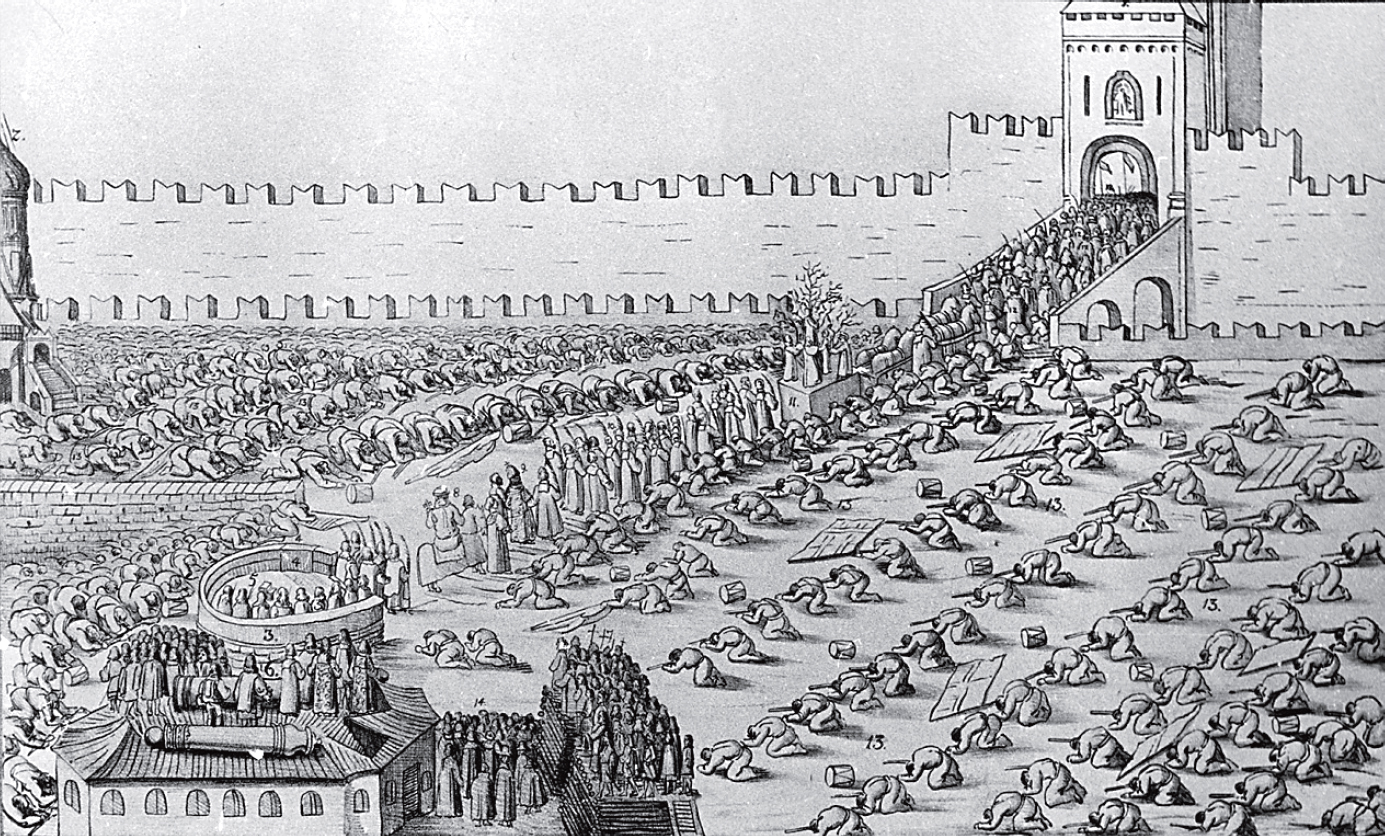
La procesión de la palma en Moscú, 1654, mostrando el rito original de la iglesia rusa con un paseo en burro
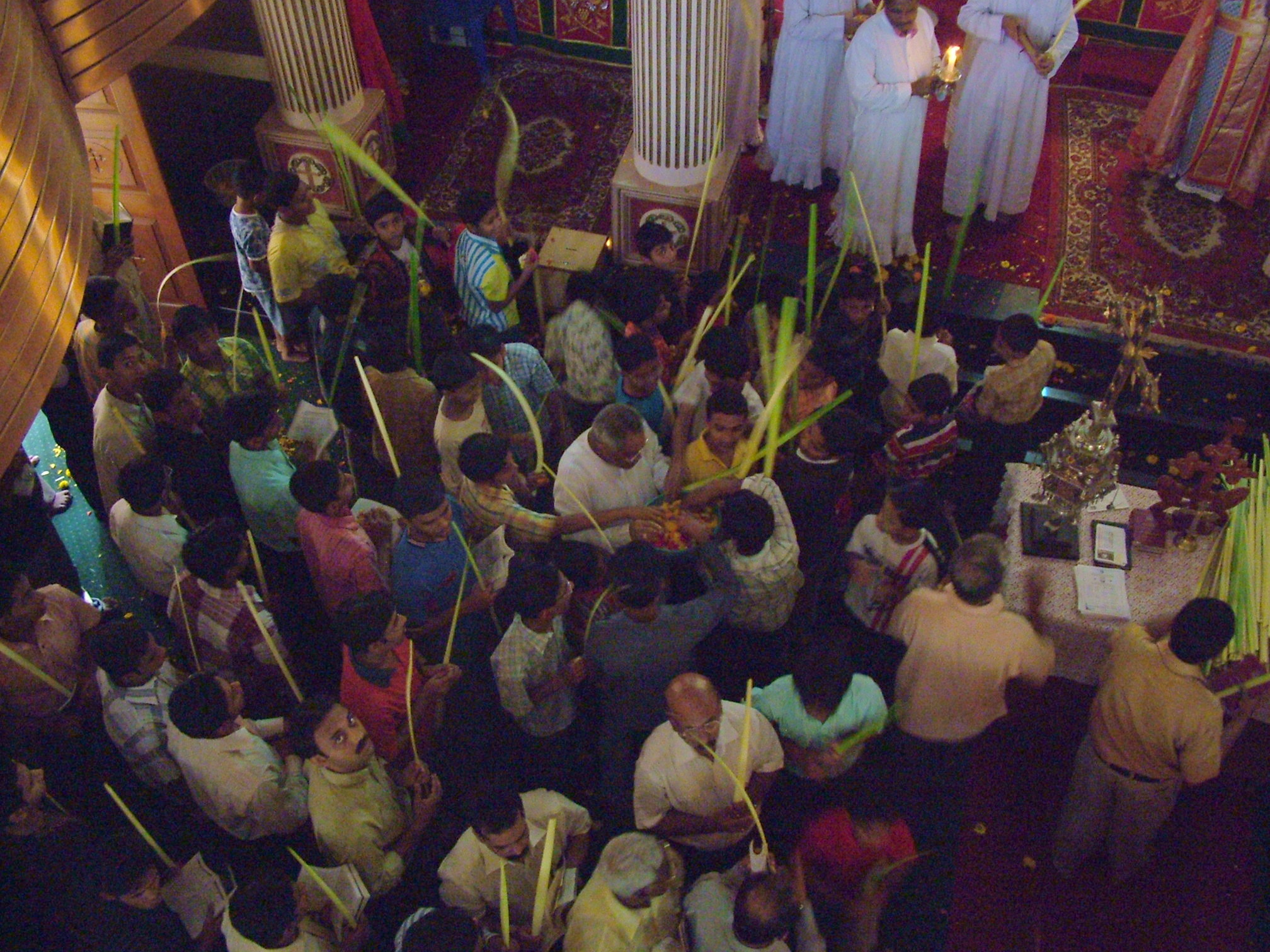
La congregación ortodoxa en la India recolecta hojas de palma para la procesión : hombres a la izquierda del santuario en la foto; mujeres recogiendo frondas a la derecha del santuario, foto exterior.
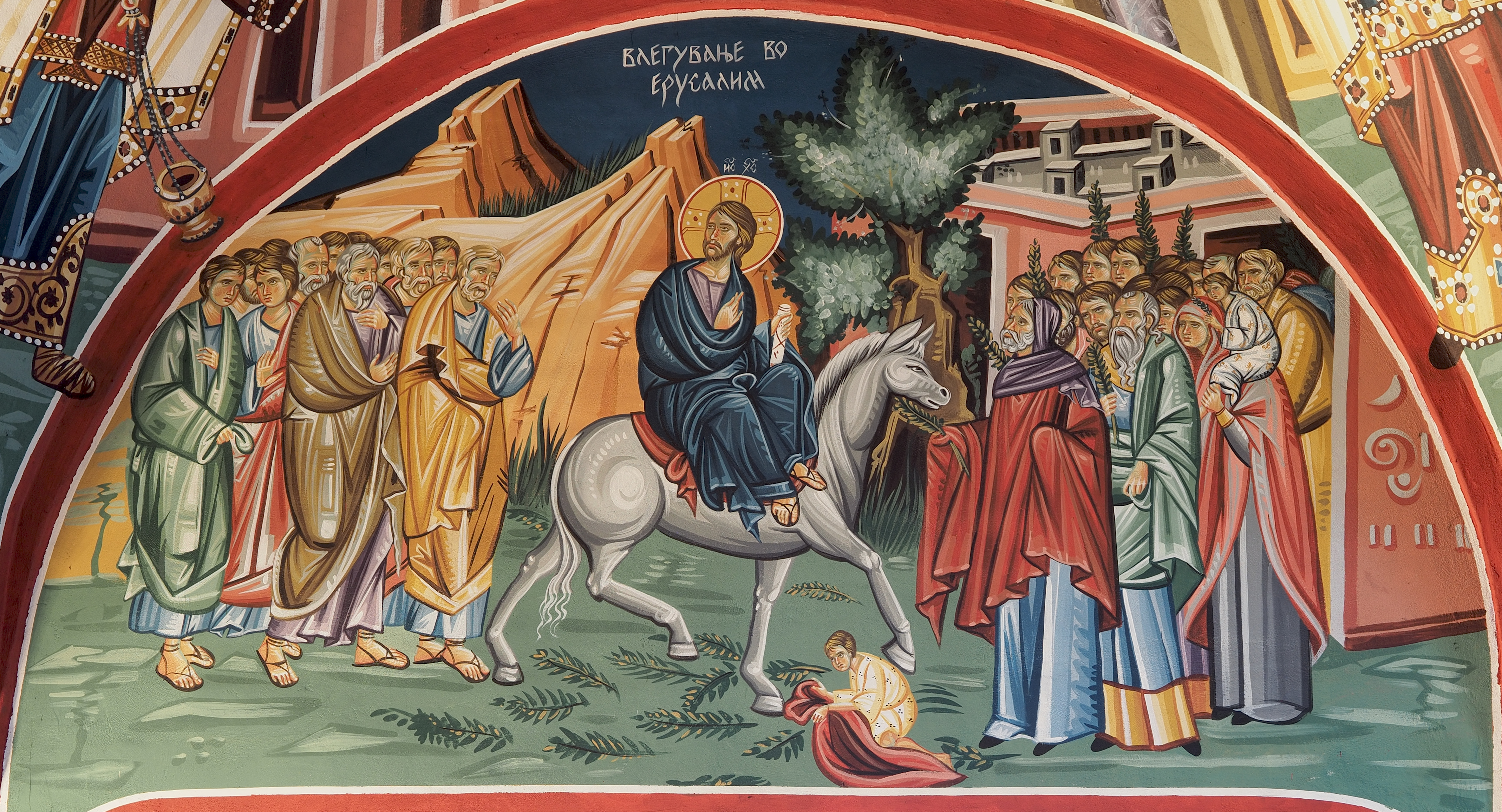
Fresco ortodoxo oriental en la Natividad de la Iglesia Theotokos, Bitola , República de Macedonia del Norte

### Cristianismo occidental

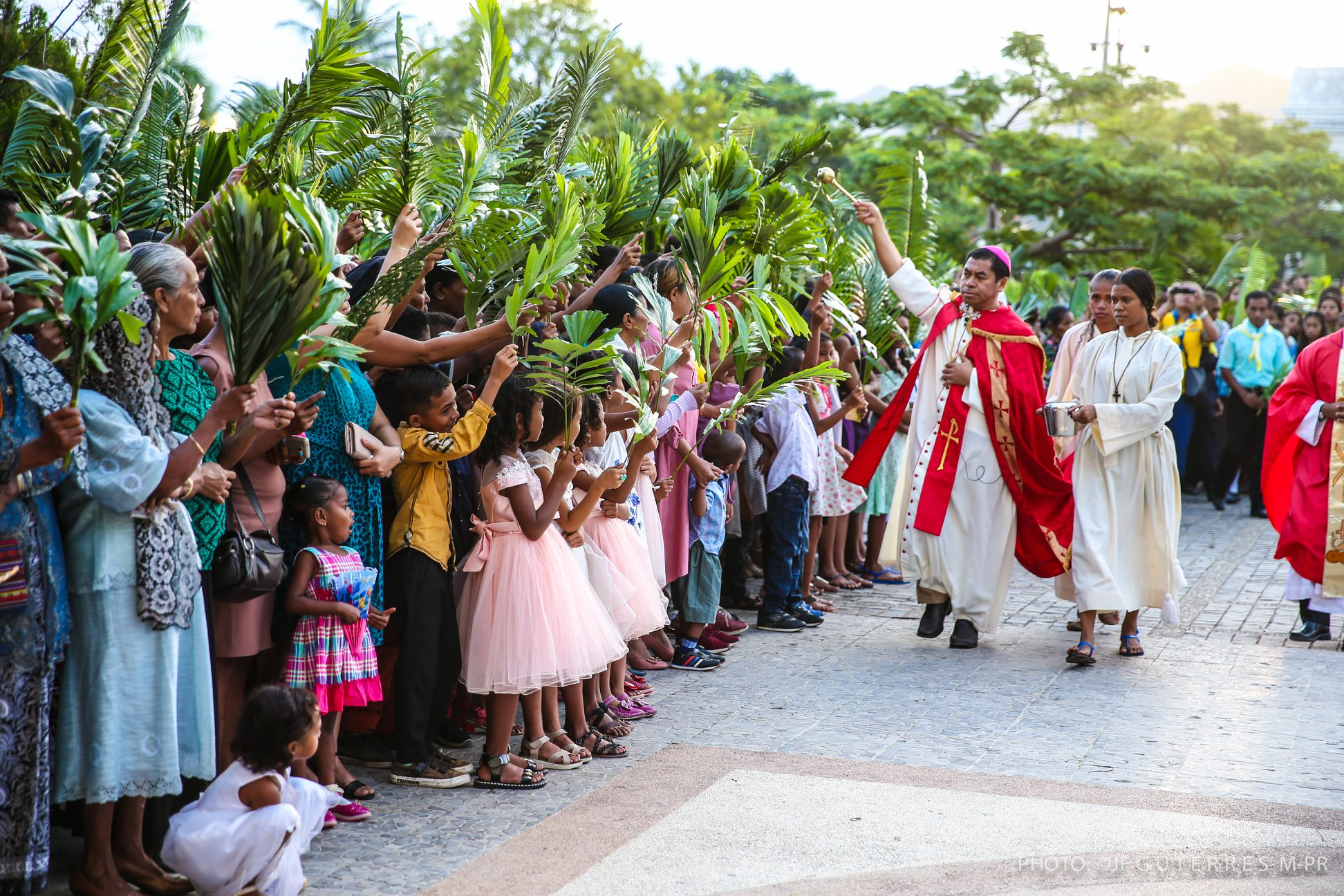
Palm Sunday in East Timor

En la antigüedad, las ramas de palmera simbolizaban la bondad y la victoria. A menudo se representaban en las monedas y en los edificios importantes. Salomón hizo tallar ramas de palma en las paredes y puertas del templo (6:29). También al final de la Biblia, personas de todas las naciones levantan ramas de palma para honrar a Jesús (7:9).
El Domingo de Ramos conmemora la entrada de Jesús en Jerusalén (21:1-9), cuando se colocaron ramas de palma en su camino, antes de su arresto el Jueves Santo y su crucifixión el Viernes Santo. Marca así el comienzo de la Semana Santa, la última semana de la Cuaresma.
En las iglesias de muchas confesiones cristianas, los miembros de la congregación, a menudo niños, reciben palmas que llevan en procesión por el interior de la iglesia. En la Iglesia de Pakistán, la «Iglesia protestante unida», los fieles del Domingo de Ramos llevan ramas de palma a la iglesia mientras cantan 24.
En la Iglesia católica, así como entre muchas congregaciones anglicanas y luteranas, las hojas de las palmas (o en climas más fríos algún tipo de sustituto) son bendecidas con agua bendita fuera del edificio de la iglesia, o en climas fríos en el nártex cuando la Pascua cae temprano en el año, en un evento llamado la «Bendición de las Palmas». Inmediatamente después de la bendición de las palmas tiene lugar una procesión solemne de toda la congregación, llamada «procesión de las palmas».
En la liturgia de la Iglesia católica para este día, que recibe el nombre de Domingo de Ramos en la Pasión del Señor, el centro es la Misa que sigue a la procesión. La Iglesia católica considera que las palmas bendecidas son sacramentales. Las vestimentas para este día son de color rojo escarlata intenso, el color de la sangre, lo que indica el supremo sacrificio redentor de Cristo al entrar en la ciudad para cumplir con su pasión y resurrección en Jerusalén.
En las iglesias luteranas, así como en las episcopales y anglicanas, este día se denomina oficialmente Domingo de la Pasión Domingo de Ramos; sin embargo, en la práctica, suele denominarse Domingo de Ramos, como en el Libro de Oración Común Estadounidense de 1928 y en liturgias y calendarios luteranos anteriores, para evitar confusiones con el penúltimo domingo de Cuaresma del calendario tradicional, que era el Domingo de la Pasión.
En el uso tradicional de la Iglesia metodista, el Libro de Adoración para la Iglesia y el Hogar (1965) ofrece la siguiente colecta para el Domingo de Ramos:

Dios todopoderoso y eterno, que, por tu tierno amor hacia la humanidad, enviaste a tu Hijo, nuestro Salvador Jesucristo, a tomar sobre sí nuestra carne y sufrir la muerte en la cruz, para que toda la humanidad siguiera el ejemplo de su gran humildad: Concédenos, misericordiosamente, que sigamos el ejemplo de su paciencia y también seamos partícipes de su resurrección; por Jesucristo, nuestro Señor. Amén.

## Procesiones destacadas

### España

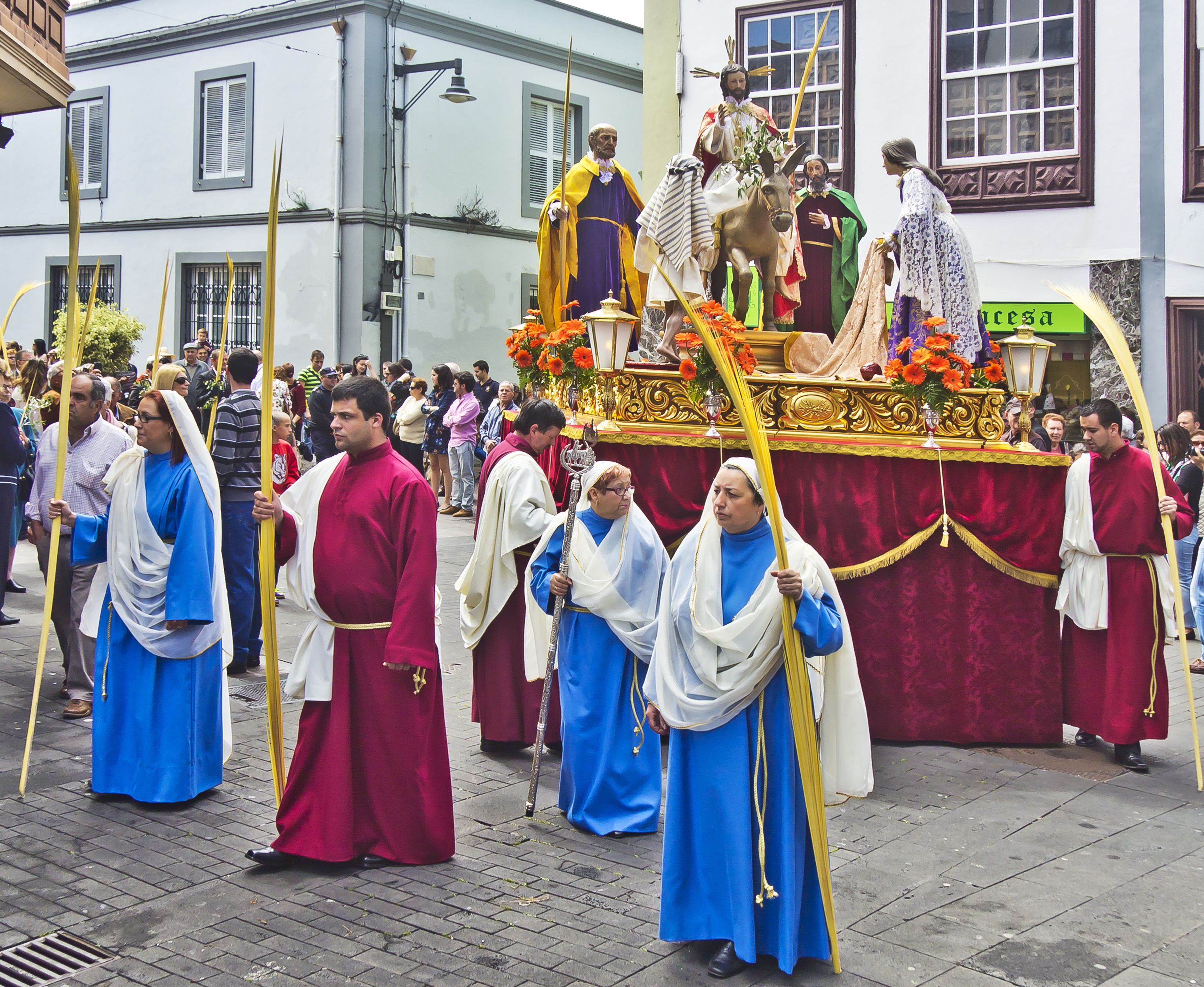
Paso de la Entrada de Jesús en Jerusalén de San Cristóbal de La Laguna (Tenerife)

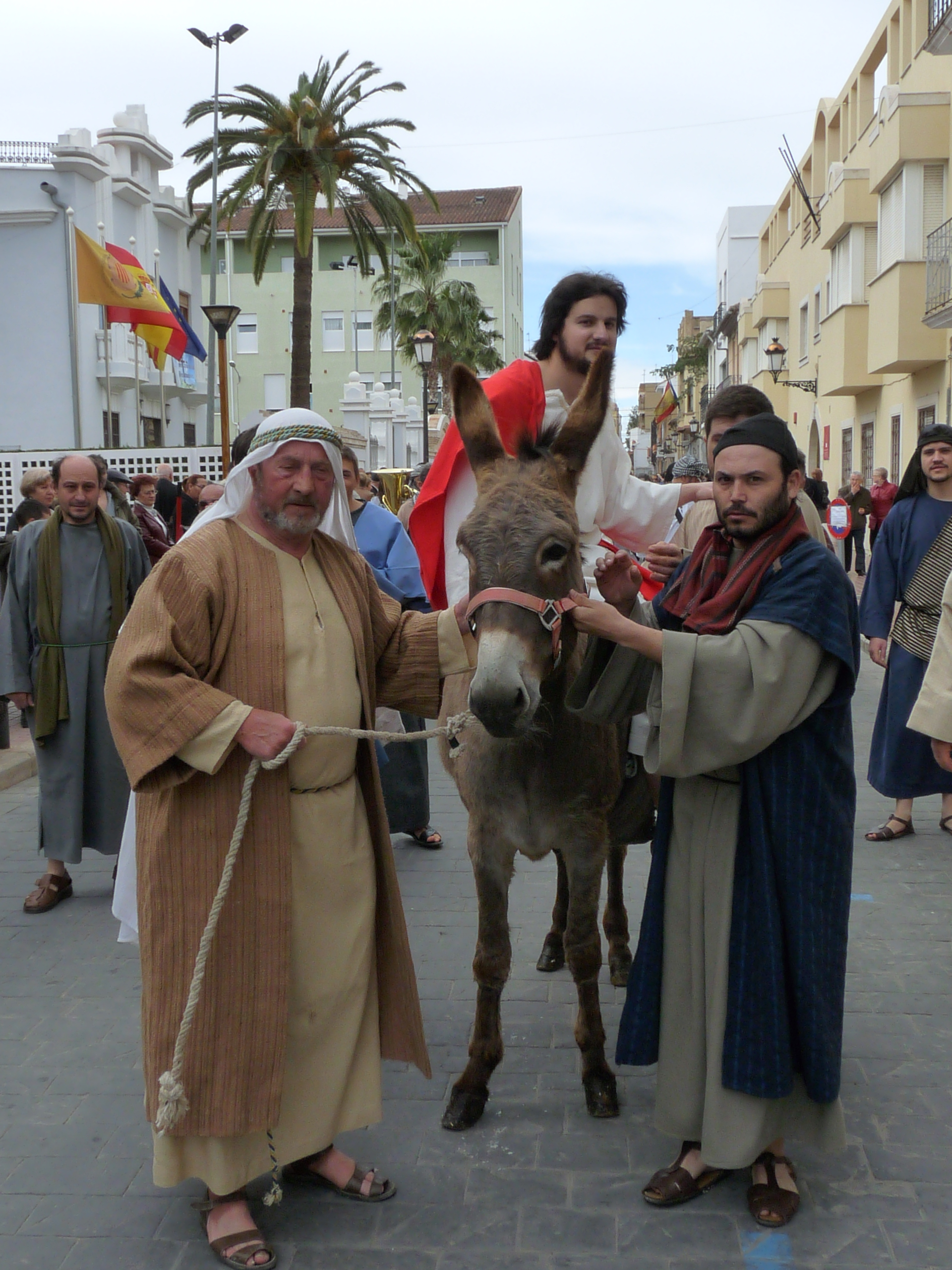
Grupo La Pasión representando la Entrada de Jesús en Jerusalén, Benetússer (Valencia).

- En Toledo, desfila por las calles del casco antiguo, la Hermandad de Cristo Rey en su entrada triunfal en Jerusalén, conocida popularmente como «La Borriquita». Los niños, vestidos como hebreos, portan palmas y ramas de olivo.

- En Peñaflor (Sevilla) desde 1996 se viene representando la entrada de Jesús en Jerusalén viviente con niños y adultos vestidos de hebreos conocida como la Borriquita.

- En Jerez de la Frontera, con una Semana Santa declarada de interés turístico nacional, se celebran seis procesiones que harán la carrera oficial hasta la Catedral. Hermandad de la Estrella, Pasión, Perdón, Transporte, Coronación y Angustias.
- En San Cristóbal de La Laguna (Tenerife) procesionan: Desde la Catedral de San Cristóbal de La Laguna la procesión de la Entrada de Jesús en Jerusalén, acompañada de la Cofradía de la Entrada de Jesús en Jerusalén. Por la tarde, salida de Nuestro Padre Jesús de la Sentencia y María Santísima de la Amargura desde la Parroquia Matriz de la Concepción, acompañados de la Real Hermandad y Cofradía de Nuestro Padre Jesús de la Sentencia y María Santísima de la Amargura y más tarde procesión del Santísimo Cristo de las Caídas partiendo desde la Iglesia de San Juan Bautista. Lo acompaña la Cofradía del Cristo de las Caídas.[43]

- En Santa Cruz de Tenerife parten: desde la Parroquia Matriz de la Concepción la procesión de Ramos con el Cristo Predicador y desde la Parroquia de San Francisco de Asís la procesión con el paso la entrada de Jesús en Jerusalén.[44]

- Elche, donde se celebra una de las tradiciones más arraigadas en esta fecha: la procesión de la Burreta, que conmemora la entrada triunfal de Jesús en Jerusalén montando en un asno, la burreta (en valenciano).

- En Benetússer (Valencia) inicia su Semana Santa (fiesta de interés turístico provincial) con la procesión de las palmas, en la cual las siete cofradías del municipio van acompañadas por la escena sacra de la burreta, donde los actores amateurs del grupo La Pasión representan la entrada triunfal en Jerusalén. Al finalizar la procesión, el grupo La Pasión continúan con sus representaciones, en este caso con la expulsión de los mercaderes del templo.

### Perú
- En el departamento de Lima, en el norte chico específicamente en la ciudad de Huacho, desde épocas inmemorables recorre las calles el Señor del Triunfo montado en su burrita acompañado de San Juan Evangelista y Zaqueo. Esta procesión enmarca el inicio de la Semana Santa en la "Capital de la Hospitalidad", además de ser el primer encuentro de la semana mayor con la Virgen de los Dolores.[cita requerida]